# Канава (Нижегородская область)
Канава — опустевшая деревня в городском округе город Шахунья Нижегородской области.

## География
Находится на расстоянии менее 4 километров по прямой на север от города Шахунья.

## История
Деревня до 2011 года входила в Туманинский сельсовет Шахунского района.

## Население
Постоянное население  составляло 1 человек (русские 100%) в 2002 году, 0 в 2010 .